# Sonar Entertainment
Sonar Entertainment (ранее известная как Hallmark Entertainment и RHI Entertainment ) — американская компания, специализирующаяся на производстве телевизионных фильмов и мини-сериалов. Основана двумя братьями Холми в 1979 году.
В 2007 году RHI Entertainment начала вещание на кабельных сетях компаний Time Warner Cable,	Bright House Networks, Cablevision, Cox Communications и Comcast, а также через услугу видео по запросу. В том же году RHI Entertainment стала предоставлять свою продукцию пользователям Apple's iTunes.
В июне 2010 года было объявлено о возможном банкротстве RHI Entertainment. Компания начала процесс подготовки к реорганизации согласно Главе 11 в декабре 2010. После выхода из банкротства в марте 2011 года, компанию покинул её президент Роберт Холми-младший, а в феврале 2012 года и основатель — Роберт Холми-старший. Новое руководство компании сообщило, что теперь они будут сосредоточены на телесериалах и других форматах, которые раньше не были в центре бизнес-модели RHI. В марте 2012 компания была переименована в Sonar Entertainment.